# دليكداش
دليكداش (بالفارسية: دلیکداش) هي قرية تقع في أذربيجان الغربية في إيران. يقدر عدد سكانها بـ 223 نسمة .